# St. Elisabeth (Rheine)

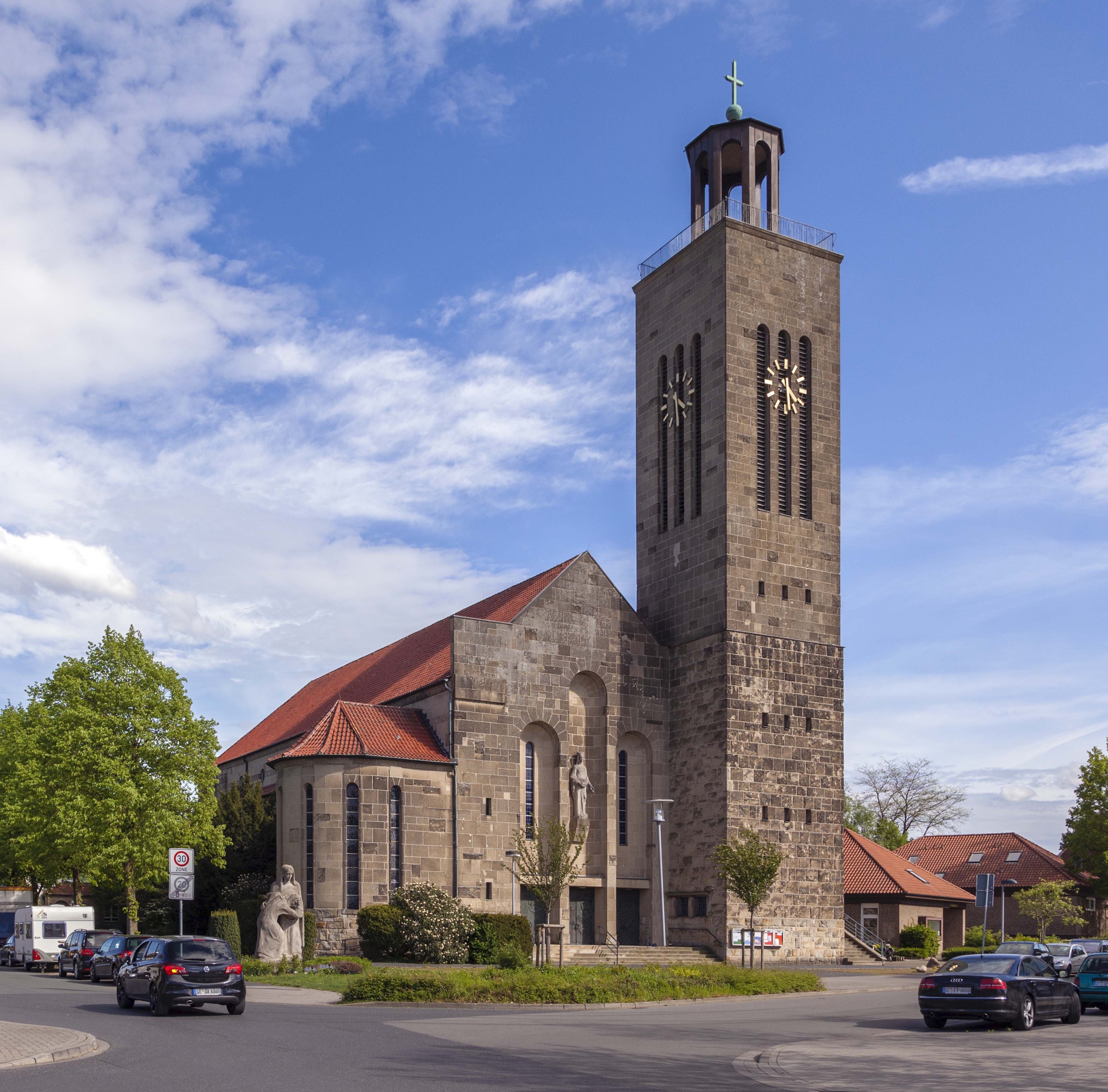
St. Elisabeth, Westseite

Die katholische Pfarrkirche St. Elisabeth in Rheine ist ein Gebäude der Neuen Sachlichkeit von dem Gelsenkirchener Architekten Josef Franke. Sie ist seit der Fusion aller ursprünglich selbstständigen Pfarreien links der Ems im Jahr 2013 eine von (inklusive kleinerer Kapellen) fünf Kirchen der Pfarrei St. Dionysius. Seit 1982 steht sie zusammen mit dem angegliederten Pfarrhaus (ebenfalls von Franke) als Ensemble unter Denkmalschutz.
St. Elisabeth gilt in Bau und Ausstattung neben den großen Kirchen der Stadt, St. Dionysius und St. Antonius, als der künstlerisch höchststehende Kirchenbau in Rheine. Dieses Ansehen verdient sie unter anderem, weil sie als erster Kirchen-Neubau in Rheine von der langen Tradition des Historismus abweicht und eine neue Formensprache in der Sakralarchitektur der Stadt etabliert. Noch 30 Jahre vorher entstand in Rheine eines der typischsten Beispiele der Neoromanik, die Basilika St. Antonius von Padua. Entsprechend schwierig war es für den Architekten Franke, die Gemeinde von seinem mutigen Entwurf zu überzeugen.

## Geschichte

### 19. Jahrhundert

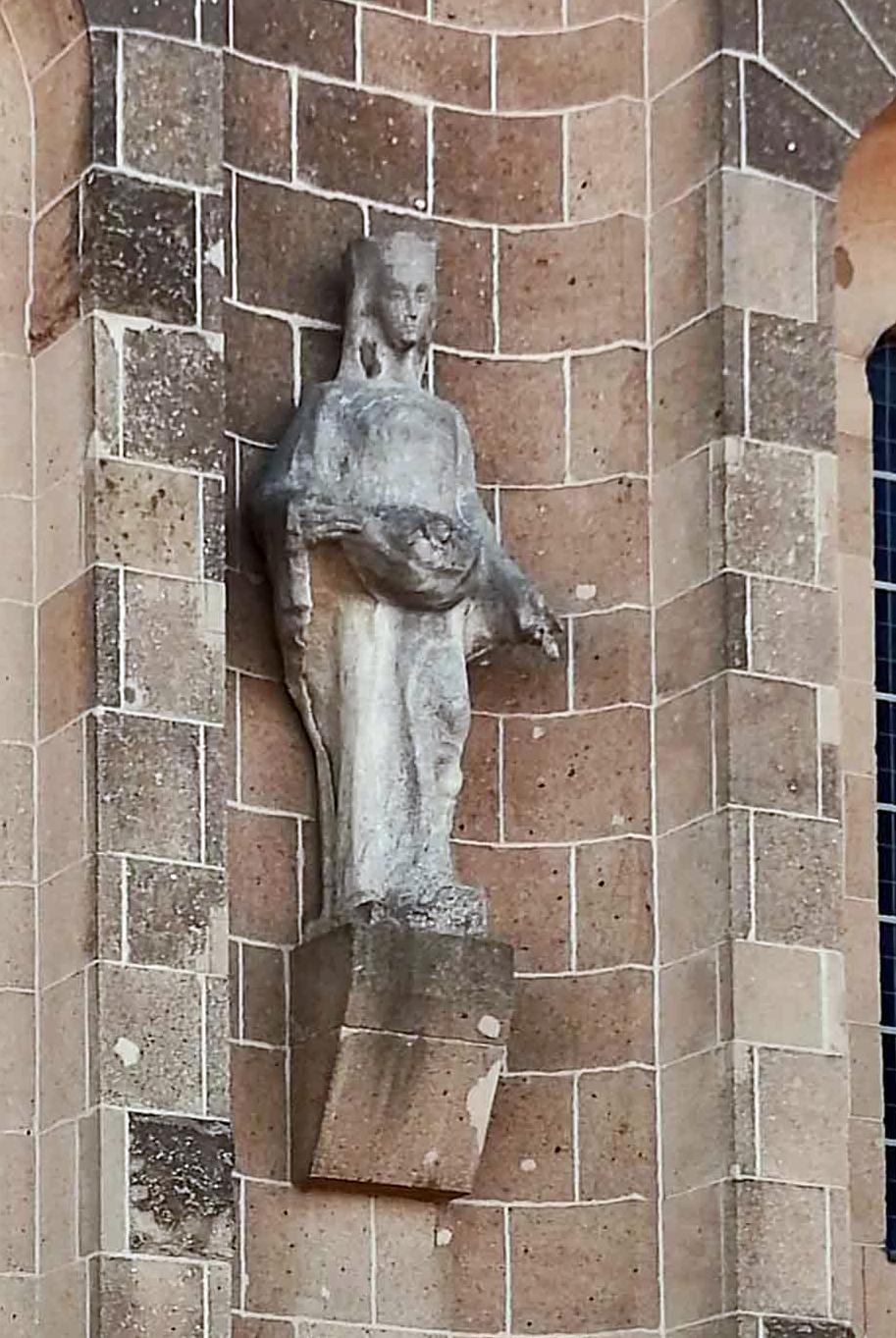
Hl. Elisabeth von Josef Krautwald an der Westfassade

Seit der Mitte des 19. Jahrhunderts hatten sich vor allem auf dem rechten (östlichen) Emsufer textil- und metallverarbeitende Betriebe angesiedelt. Eine ähnliche Entwicklung auf der westlichen Seite des Flusses wurde durch schwierigere Bodenverhältnisse erschwert. Zudem schnitt die 1853 erbaute Eisenbahntrasse das Gebiet des heutigen Dutum und Dorenkamp von der historischen Altstadt auf der rechten Emsseite ab. Somit ergab sich eine Verteilung von fortschrittlicher Industrie auf der einen, und traditioneller Landwirtschaft auf der anderen Emsseite (eine Tatsache, die noch heute – volkstümlich aufgefasst – für die in Rheine lebende Bevölkerung einen Unterschied bedeutet: auf der rechten Emsseite leben die Bürger, auf der linken die Bauern).

### 20. Jahrhundert
Zum Anfang des 20. Jahrhunderts weichte diese Struktur durch Ansiedlung von Industrie auch in dem sog. Stadtteil „Hinter der Bahn“ ein wenig auf. Im Jahr 1906 war die Bevölkerung in diesem Teil der Stadt so weit angewachsen, dass selbst die Hauptkirche der Stadt Rheine, St. Dionysius am Marktplatz für die sonntäglichen Gottesdienste der kompletten Gemeinde von links und rechts der Ems zu klein wurde. Der Pfarrer von St. Dionysius und Erbauer der St.-Antonius-Basilika, Dechant Pietz, veranlasste deshalb die Gründung einer eigenen Pfarrei für das Gebiet „Hinter der Bahn“. Durch den Ersten Weltkrieg etwas verzögert, geschah diese Gründung im Jahr 1933. Sofort begann die Planung einer Pfarrkirche für die etwa 4000 Gemeindemitglieder des neuen Seelsorgebezirks. Eine Interessengemeinschaft von Bürgern hinter der Bahn schlug den Namen St. Elisabeth für die neu entstandene Gemeinde vor. Dieser Patronat war zur damaligen Zeit wegen der 800-jährigen Wiederkehr des Todestages der Hl. Elisabeth am 17. November 1231 sehr populär. Das Baugrundstück, das für geeignet befunden wurde, war im Besitz der Stadt Rheine und lag an der heutigen Darbrookstraße. Man tauschte es gegen den Alten Friedhof an der Salzbergener Straße.
Die Begeisterung der Bevölkerung über die neue Gemeinde St. Elisabeth fand ihren Niederschlag unter anderem im speziell verfassten Patronatslied „Sankt Elisabeth zu Ehren lasst uns Jubellieder singen!“ nach einem Text der Lehrerin Johanna Wrede und der Komposition von Josef Smets. Zur Kirchweihe wurde das Lied in der Gemeinde eingeführt und erfreut sich bis heute großer Popularität.

## Bauplanung
Mit Entwurf und Ausführung des Gotteshauses wurde nach einem Wettbewerb unter drei Architekten der in Rheine schon bekannte Architekt Josef Franke in Gelsenkirchen beauftragt. Er hatte einige Jahre zuvor das neue Gymnasium Dionysianum erbaut, dazu die Schulkirche St. Peter. Außerdem war er Dechant Pietz bekannt durch den Anbau einer Kapelle an die Dionysiuskirche und die Gestaltung eines Taufbeckens für die Basilika St. Antonius. Franke erhielt den Auftrag im März 1928 und legte im Monat darauf die ersten Pläne vor. Der erste Spatenstich erfolgte im Juli 1929, im Oktober desselben Jahres die Grundsteinlegung durch Weihbischof Johannes Scheifes.
Das schnelle Fortschreiten der Bauausführung kam durch die Weltwirtschaftskrise und die damit verbundene Unsicherheit der Finanzierung des Neubaus ins Stocken. Franke wurde aufgefordert, seine Pläne zum Zweck einer Kostenreduzierung zu vereinfachen. Die Einweihung der neuen Kirche erfolgte am Fest der Hl. Elisabeth von Thüringen, dem 19. November 1931, durch Titular- und Weihbischof Johannes Poggenburg aus Münster.

## Baubeschreibung

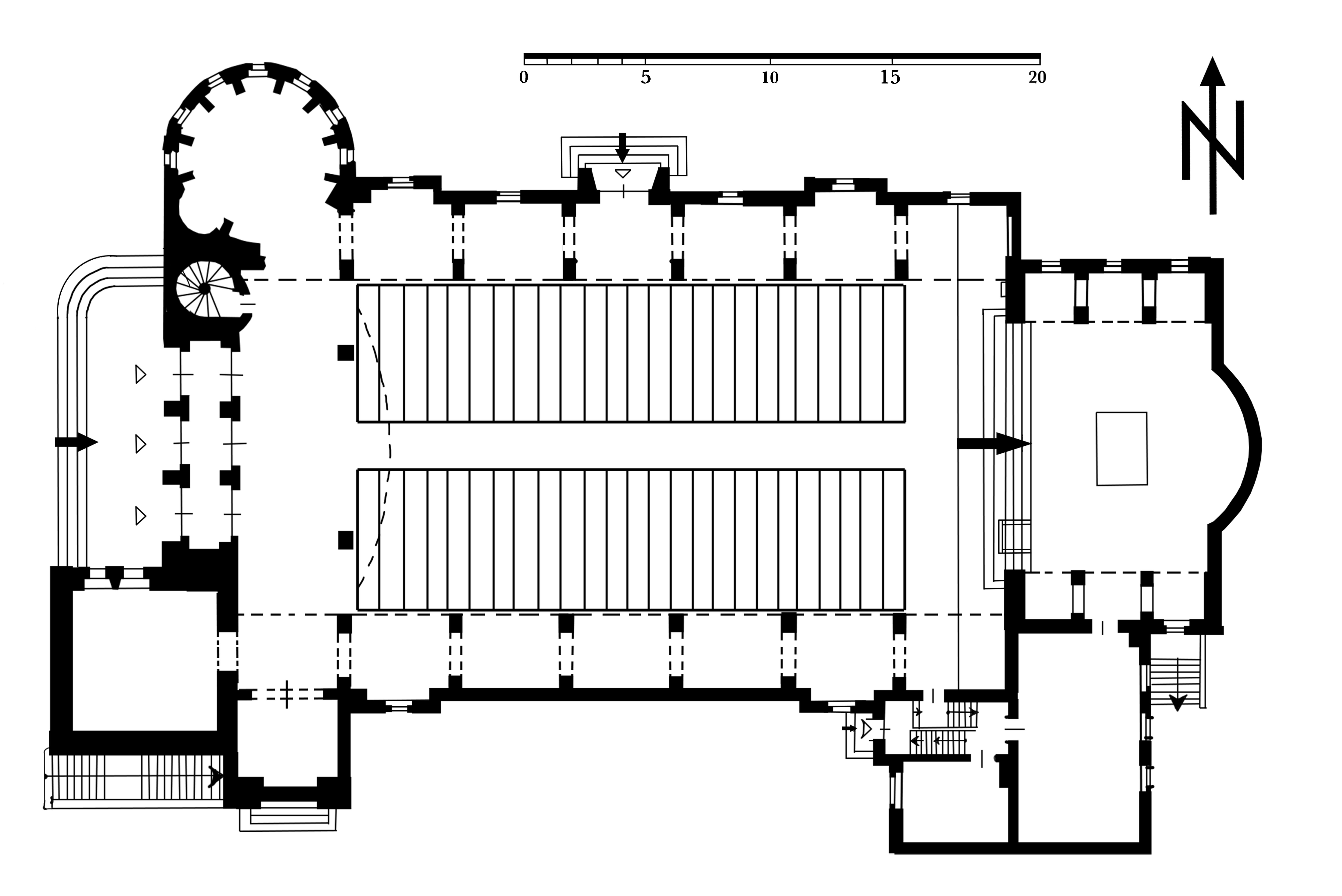
Genordeter Grundriss St. Elisabeth im Jahr 2000

Nach zwei detaillierten Entwürfen in deutlich expressionistischer Formensprache stieß erst der dritte Entwurf Frankes auf Gefallen beim Kirchenvorstand. Auch dieser als zu kostspielig bewertete Plan musste noch vereinfacht werden, bevor letztlich der vierte Entwurf Frankes zur Ausführung kam. Die als etwas zu eckig empfundenen Motive der ersten zwei Entwürfe waren abgeschwächt worden, konnten aber das Gebäude noch immer deutlich rhythmisieren und Frankes Handschrift deutlich ablesbar machen. Eines der auffälligsten Details war eine nach barockem Vorbild gestaltete Zwiebelhaube als Abschluss des im Westen an das Gebäude angesetzten Turms. Es wurde auch dieses Baudetail ein Opfer der Kostenreduzierung, zugunsten eines flachen Pyramidendachs mit einem etwa fünf Meter hohen Kreuz auf seiner Spitze. Auch die geplante Turmuhr wurde nicht ausgeführt. Als Ergebnis der Wiederaufbauarbeiten nach den Bombenangriffen des Zweiten Weltkriegs stellt der Turmabschluss die augenscheinlich größte Veränderung des Äußeren dar: Anstatt des flachen Pyramidendachs wurde ihm eine Kupferlaterne mit Kreuz auf der Spitze aufgesetzt. Das Richtfest wurde 1952 gefeiert.
Neben dem der Kirche vorgesetzten Turm liegen die drei Hauptportale am oberen Ende einer Treppe, die sich über die komplette Portalbreite erstreckt, überragt vom Dreiecksgiebel der Westfassade. Die Bronzetüren wurden von dem in Rheine ansässigen Bildhauer Josef Krautwald gestaltet und zeigen bildnerische Deutungen der sog. Göttlichen Tugenden Glaube, Liebe, Hoffnung aus dem 2. Petrusbrief (erst später, im Jahr 1977 erhielt auch das Nordportal eine Bronzetür von Krautwald mit dem Thema Die Gaben des Heiligen Geistes).
Im Osten schließt eine angedeutete Rundapsis den massiven Baukörper ab. Des Weiteren ist im Nordwesten eine halbrunde Taufkapelle und diagonal gegenüber im Südosten eine zweigeschossige Sakristei angefügt. Im Ganzen ist der Baukörper auf den geometrischen Grundformen Rechteck und Kreis, gleichbedeutend mit scharf und weich, aufgebaut. Dieses Formprinzip spiegelt sich in der Wahl des Baumaterials wider, diesmal in drei Variationen: brauner Ibbenbürener Sandstein, heller Ettringer Tuff und roter Ton für die glatten Dachziegel. Der Innenraum ist schlicht gestaltet und größtenteils ohne Schmuck oder Ornamentik. Im Jahr 1953 erhielt die Kirche ihre erste neue Ausmalung in Weiß- und Grautönen nach Entwürfen des ebenfalls aus Rheine stammenden Kunstmalers Hein Naß.

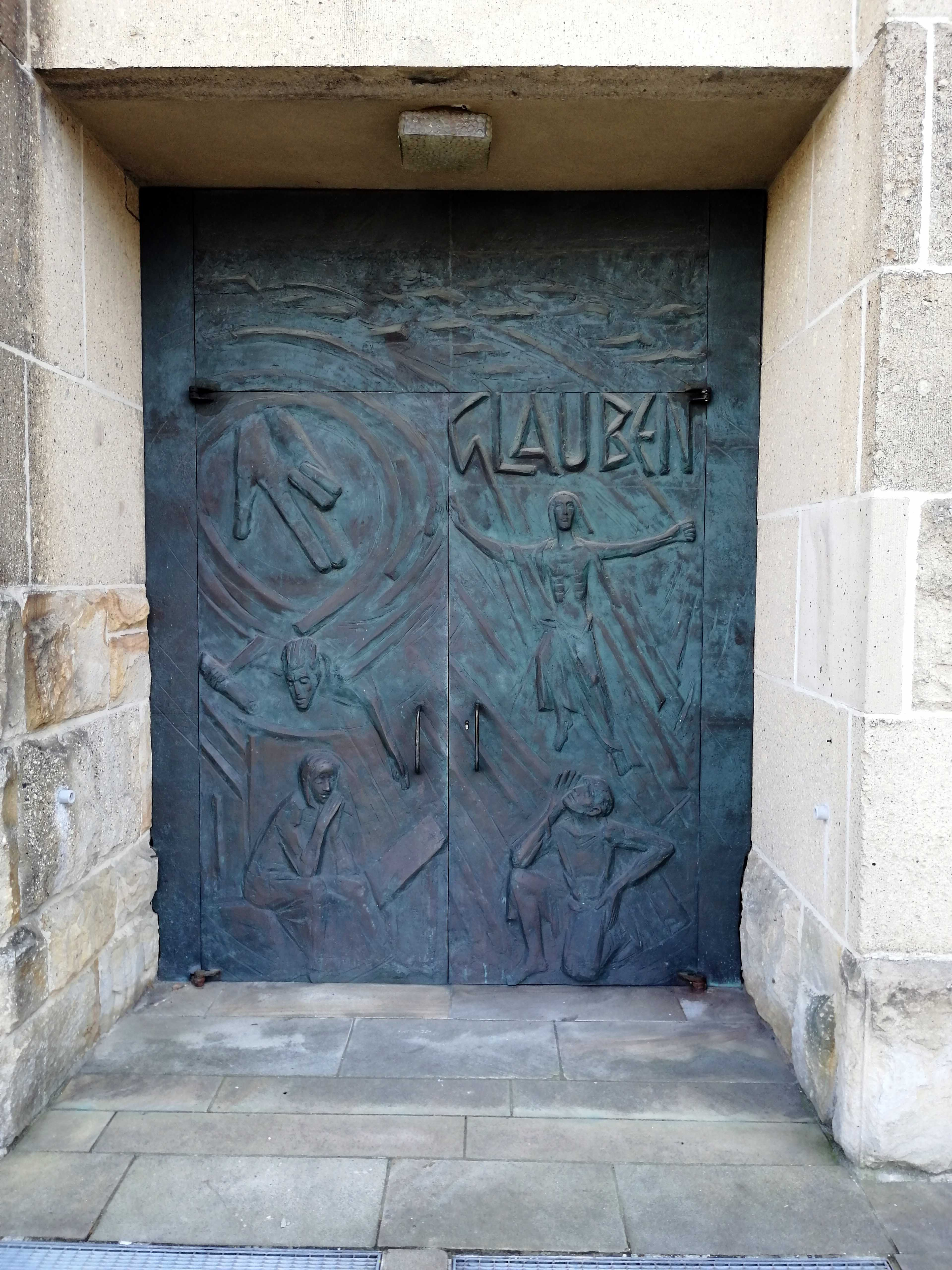
Portal 1: ‚Glauben‘
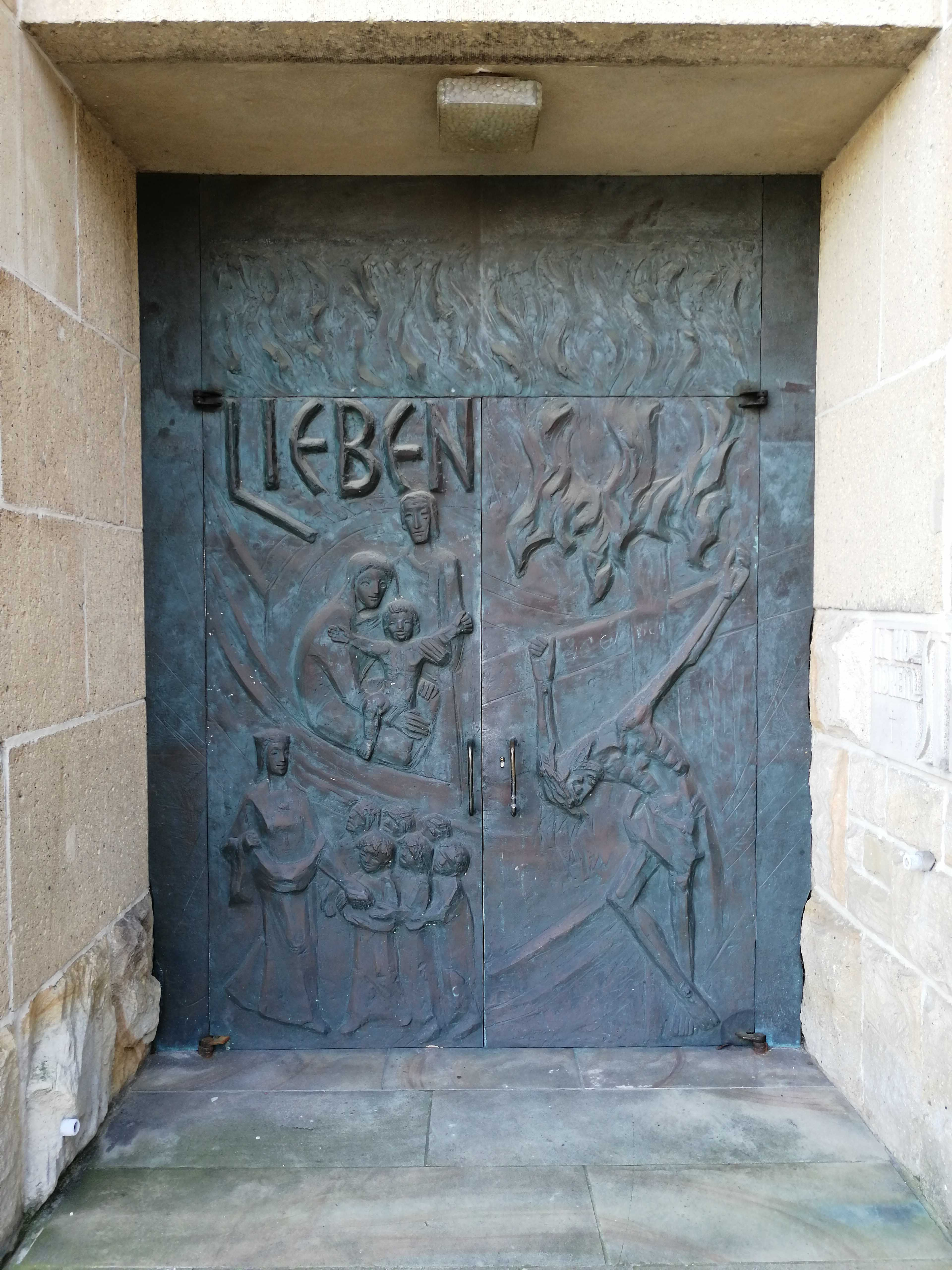
Portal 2: ‚Lieben‘
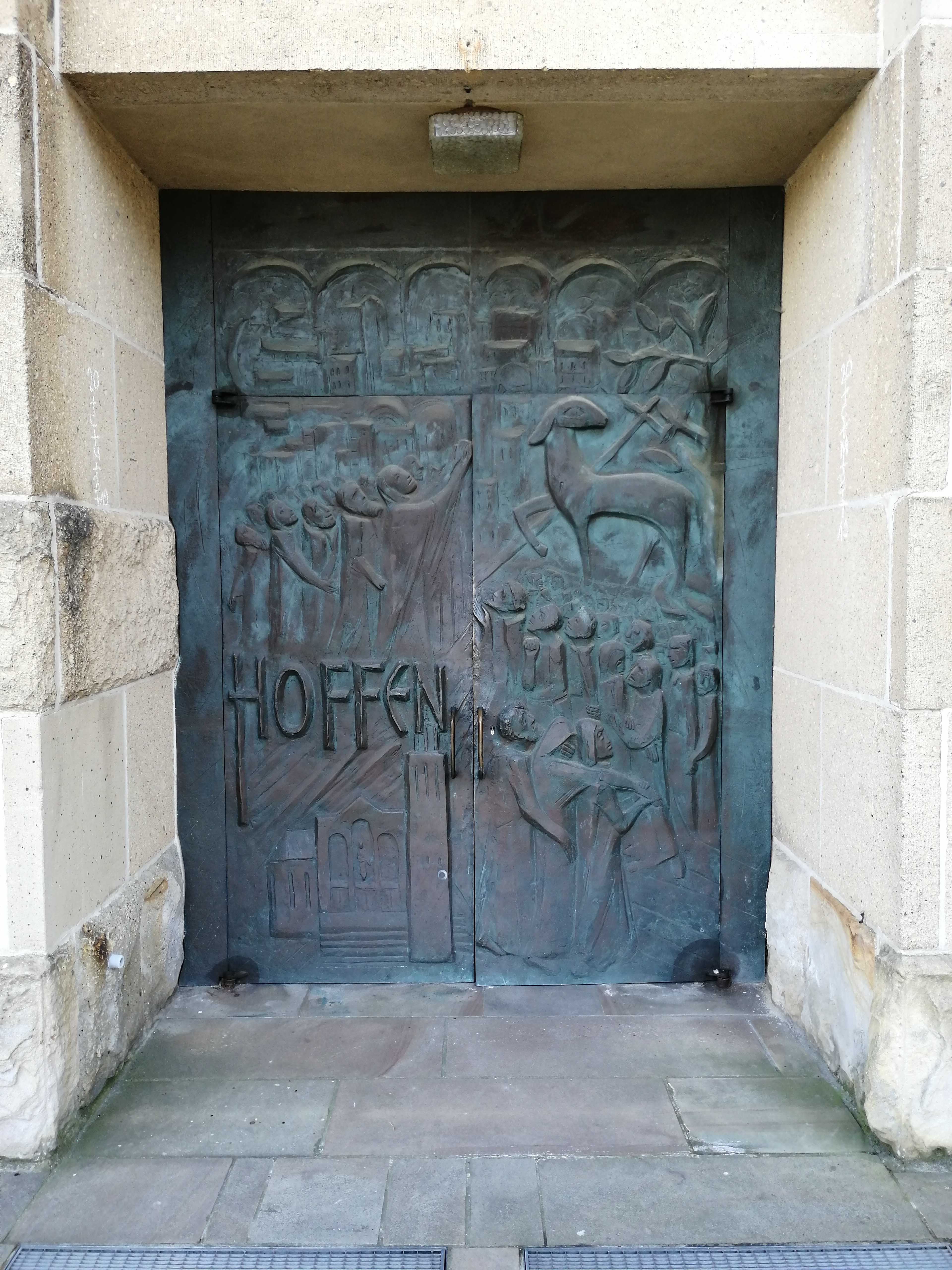
Portal 3: ‚Hoffen‘

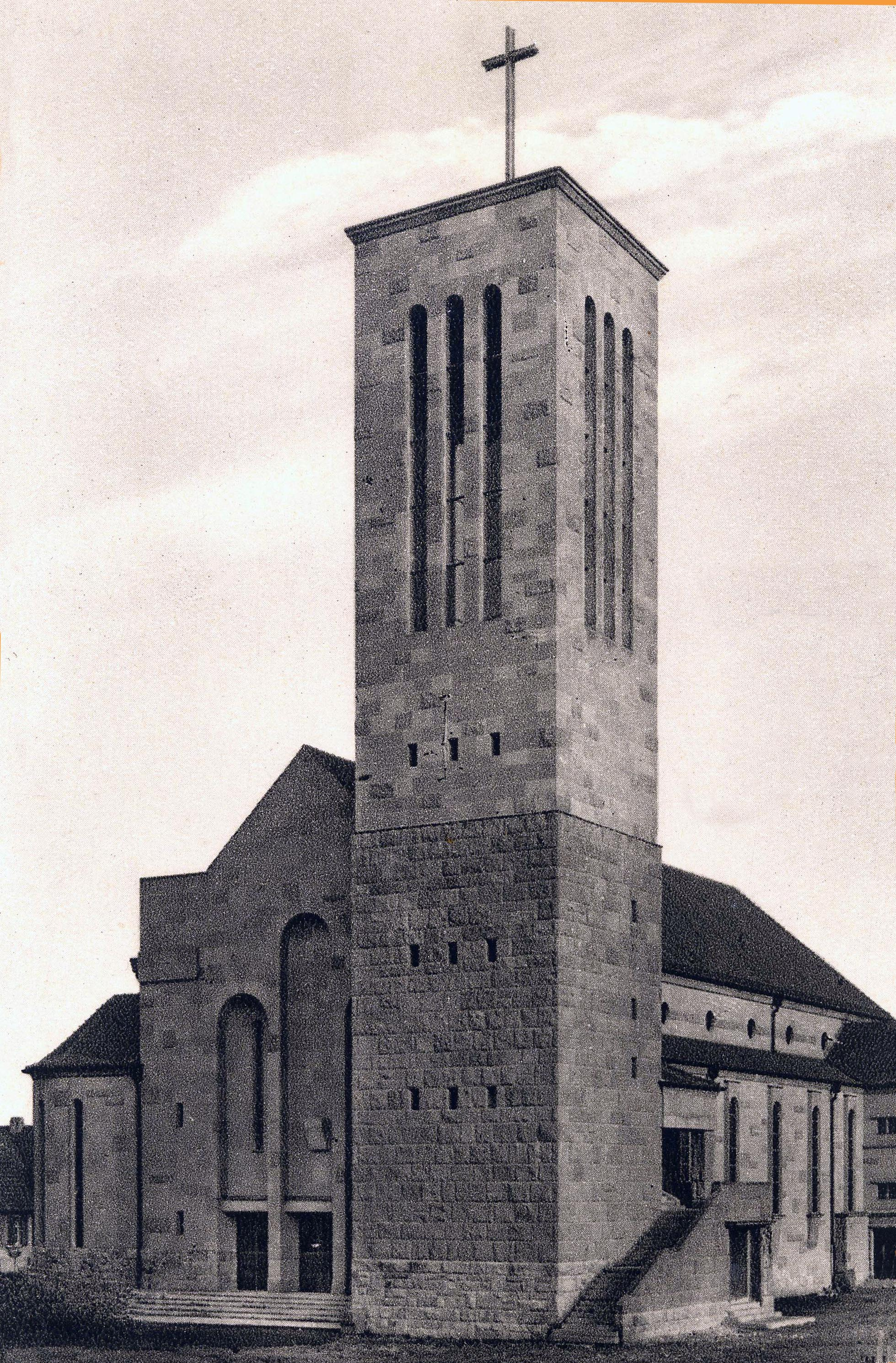
Südwestseite vor der Bombardierung, Turm mit einfachem Pyramidaldach und Kreuz; Die Elisabeth-Figur am Westgiebel fehlt noch.

Franke schuf durch seine Baukomposition zwei Schauseiten: zum einen die Westseite mit den Hauptportalen und dem flankierenden Turm, zum anderen die parallel zur Straße verlaufende Nordseite mit der Taufkapelle. Die Südseite ist heute durch die benachbarte Bebauung schwer einsehbar, sie wird beherrscht von der Freitreppe zur Orgelempore und der angesetzten Sakristei. Der Westgiebel zeigt über den Portalen drei rundbogige Nischen, von denen die höhere mittlere nach Plänen Frankes ursprünglich den Platz für eine überlebensgroße Kreuzigungsdarstellung bieten sollte. Zur Ausführung kam im Jahr 1957 eine überlebensgroße Figur der Hl. Elisabeth von Thüringen, der Patronin der neuen Gemeinde. Sie ist identifizierbar durch den Korb voller Rosen (ein Hinweis auf eine Episode ihrer Heiligenlegende) und das Diadem, welches sie als Landgräfing ausweist, beides typische Attribute in der Darstellung der Heiligen. Auch diese Figur ist ein Werk von Josef Krautwald. Die weniger hohen Nischen links und rechts von ihr weisen schlitzartige Fensteröffnungen auf.
Der Auftrag für die Giebelfigur der Hl. Elisabeth ging erst nach einem Wettstreit der Künstler Krautwald und Guntermann an Josef Krautwald. Beide hatten eine verkleinerte Version ihres Entwurfes bei der Gemeinde vorzustellen. Krautwald gewann, der Entwurf Guntermanns gelangte als Kleinskulptur in das Kircheninnere; über den Verbleib des Entwurfes Krautwalds ist nichts bekannt.
Die Durchfensterung der Seitenschiffe geschieht durch in die Wand eingeschnittene schmale, aber recht hohe Rundbogenfenster, die von runden Fensterausschnitten im Obergaden des Hauptschiffs bekrönt werden. Der Chor wird durch Fenster in den Seitenwänden beleuchtet, die Chorapsis selbst weist keine Fenster auf.
Das Rund der Taufkapelle wird durch sieben schmale, sehr hohe Fenster beleuchtet. Sie zeigen Farbverläufe von zartem Rot (unten) zu dunklem blau (oben) und tauchen die Kapelle in ein mystisches Dämmerlicht.

## Inneres
Die drei Westportale bieten den Zugang zum hallenartigen Innenraum mit dominierendem Mittelschiff von 13 Metern Breite und 14,35 Metern Höhe. Seitlich davon finden sich die zwei flurartigen und niedrigeren Seitenschiffe mit einer Höhe von 8,40 Meter und einer Breite von 3,20 Meter. Der Höhenunterschied zwischen Mittel- und Seitenschiffen bot die Möglichkeit, den Obergaden des Hauptschiffs mit Rundfenstern separat zu beleuchten. Somit erfüllt die Kirche die Kriterien, die eine Zuordnung zum Bautypus Basilika zulassen. Ganz im Sinne der Neuen Sachlichkeit stellt sich der Innenraum sehr strukturiert dar. Er besteht aus fünf kastenförmigen Räumen, die, sich deutlich voneinander abhebend, aneinander anschließen. Das diese Räume verbindende Element ist die Decke, bestehend aus einem flachen Tonnengewölbe. Auch diese Decke war ursprünglich üppiger geplant: Anstatt sich von der einen zur anderen Hauptschiffwand zu wölben, erstreckt sie sich nunmehr über die Breite der Apsis und gestaltet sich links und rechts davon als Flachdecke. Ein Widerspruch zur nüchternen Formensprache stellten mit einer Renovierung in den 1980er-Jahren die dunkle Holzvertäfelung der Decke sowie die Neugestaltung der Apsis mit einer weißen dreiseitigen Paneel-Verkleidung dar.

## Ausstattung
Auch die Gestaltung des größten Teils der Erstausstattung der Kirche oblag Josef Franke. Er lieferte die Entwürfe für die Innenraumgestaltung inklusive der Möblierung des Kirchenraums mit Kirchenbänken, Türen, Leuchtern, Beichtstühlen und Weihwasserbecken. Dabei gelang es ihm, dem architektonischen Gestaltungsprinzip der Beschränkung auf einfachste Formen wie Rechteck und Kreis auch in der Ausstattung treu zu bleiben. Er verzichtete auf jeglichen überflüssigen Schmuck oder Ornamentik, die nicht aus der Funktion abgeleitet werden konnten. Auch dies stellt ein Charakteristikum der Gestaltung im Stil der Neuen Sachlichkeit dar: Form follows function. (engl. „Die Form folgt der Funktion.“). Der auch farblich schlicht gehaltene, zum größten Teil weiß getünchte Raum kontrastiert zu den meist dunkel oder in ihrer Naturfarbe gehaltenen Ausstattungsobjekten. Die beteiligten Künstler waren hierbei frei in der Gestaltung ihrer Auftragsarbeiten. Franke nahm hierauf keinen Einfluss, wohl aber die Geistlichen der Gemeinde.

### Erstausstattung
- der Hochaltar aus schwarzem Marmor aus Portoroz
- über dem Hochaltar, vor der weißen Apsis-Rückwand, ein etwa 9 Meter hohes, feingliedriges, schwarzes Kreuz ohne Corpus
- ein Seitenaltar aus gleichem Material wie der Hochaltar an der Stirnseite des nördlichen Seitenschiffs
- die aufgemauerte, trommelförmige Kanzel mit einem einfachen schwarzen Schalldeckel, am Kanzelkorb die Symbole der vier Evangelisten (Adler für Johannes, Löwe für Markus, Mensch für Matthäus und Stier für Lukas), gefertigt aus gebogenem Bandeisen
- ebenfalls in Bandeisen gestaltete Apostelleuchter, Ewiges Licht-Leuchter und Verkleidungen des Tabernakels auf dem Hochaltar
- ein Taufbecken nach Entwurf Frankes in der Taufkapelle: kugelförmiges Wasserbecken aus Metall mit einer Basis aus poliertem Muschelkalk
- eine Antonius-Figur des Künstlers Kurt Schwippert für die Taufkapelle
- eine Madonna mit Kind von Franz Guntermann; Lindenholz (ursprünglich farbig lasiert und für den Marienaltar im nördlichen Seitenschiff geschaffen, nach Abbau des Altars 1964 abgebeizt und in Naturfarbe belassen)
- künstliche Beleuchtung durch Pendelleuchten mit Opalglas-Globen
- zwei schmucklose, weiß gefasste Beichtstühle aus Holz nach Entwurf Frankes
- 36 Kirchenbänke (1936) aus dunkel gebeiztem Nadelholz, die Wangen aus Eiche; Bis zu dem Zeitpunkt war der Kirchenraum mit Gartenstühlen aus zwei Gaststätten der Gemeinde ausgestattet.

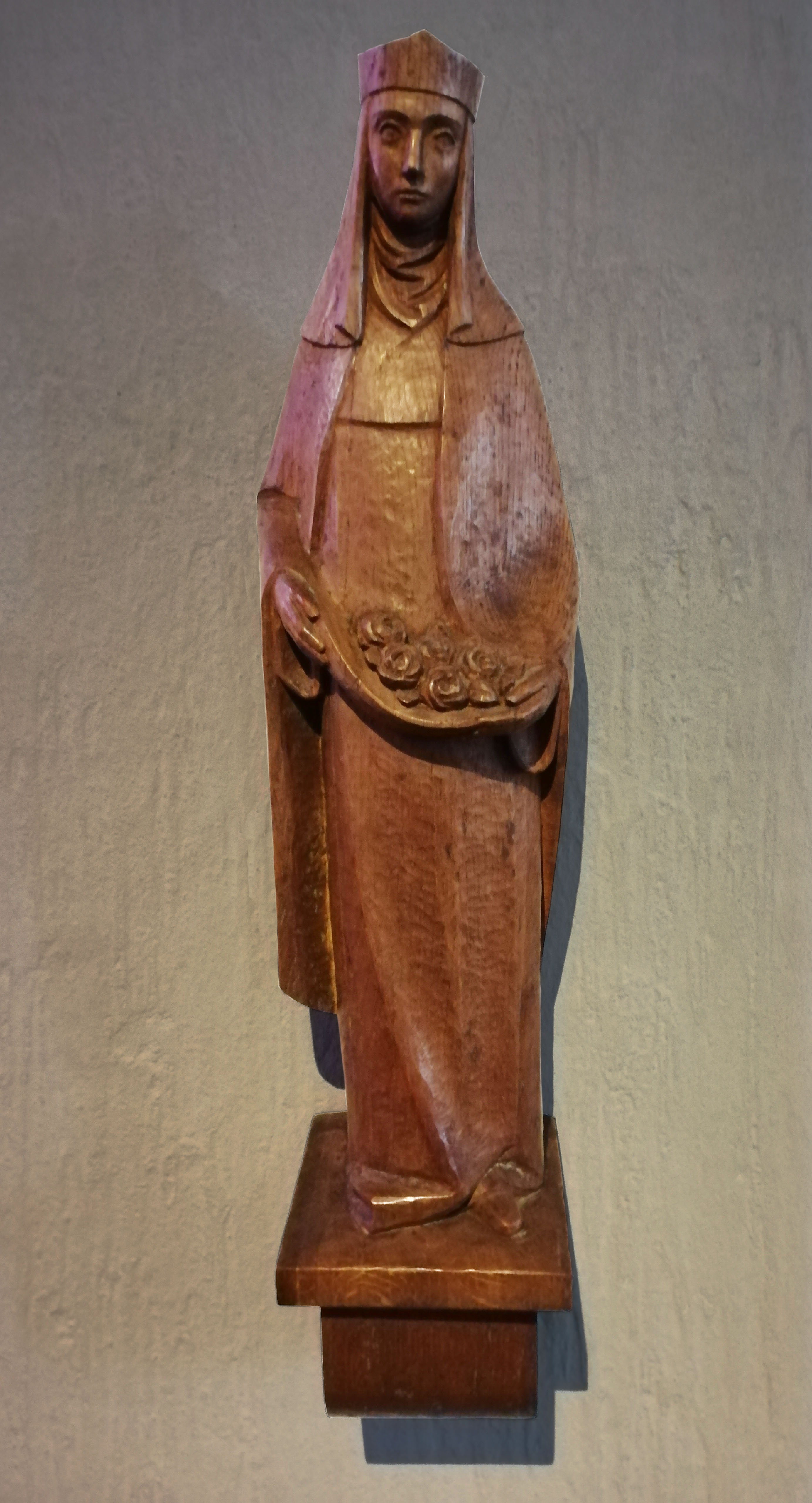
Elisabeth von Thüringen
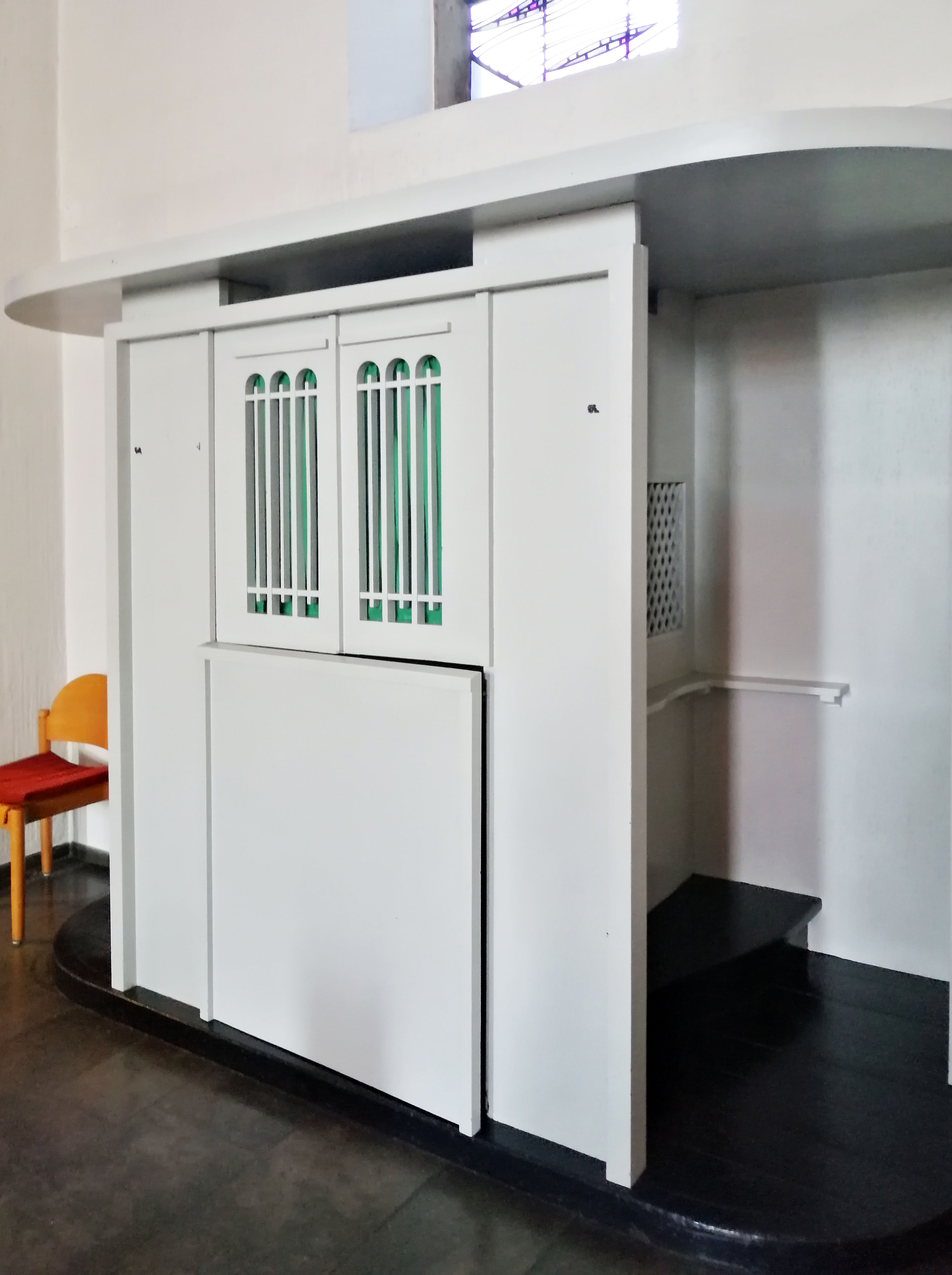
Beichtstuhl nach Entwurf von Architekt Josef Franke

### Krippe
Ebenfalls zu den Erstausstattungs-Objekten gehört Weihnachtskrippe von Franz Guntermann. Sie besteht aus drei großformatigen, jeweils aus einem Holzblock bestehenden Figurengruppen (Heilige Familie, Hirten, Schafherde). Zur Anschaffung einer geplanten vierten Gruppe (Heilige Drei Könige) kam es nicht mehr, einerseits begründet durch den Tod des auftraggebenden Pfarrers, andererseits fand die Darstellung des Weihnachtsgeschehens in seiner progressiven Formensprache nicht bei allen Gemeindemitgliedern Anklang. Die Figuren sind inspiriert von expressionistischen Bildhauern wie Ernst Barlach und Bernhard Hoetger und fügen sich so in die Gestaltung des Gebäudes ein.
Trotz aller anfänglicher Kritik wuchs diese Krippe vielen Gemeindemitgliedern im Laufe der Zeit ans Herz und es dauerte bis zum Jahr 2003, dass der Wunsch nach einer zeitgemäßeren Krippe konkrete Form annahm. Die für ihre Arbeit schon vielfach ausgezeichnete Krippenbauerin Anni Schulte aus Rheine erstellte eine Krippe, bestehend aus beweglichen Einzelfiguren aus Lindenholz. Diese individuell gestalteten Figuren ermöglichen, das Geschehen der Weihnachtsgeschichte in all seinen Facetten und Nebenepisoden (Herbergssuche, Hirten auf dem Feld, Hl. Drei Könige etc.) anschaulich zu erzählen. Seit der Umgestaltung des Kircheninnenraums im Jahr 2006 findet die Krippe zur Weihnachtszeit ihren Aufstellungsort im leeren Chorraum und rückt somit auch während der Gottesdienste ins Blickfeld der Gemeinde.

## Reparatur der Kriegsschäden und erste Umgestaltungen

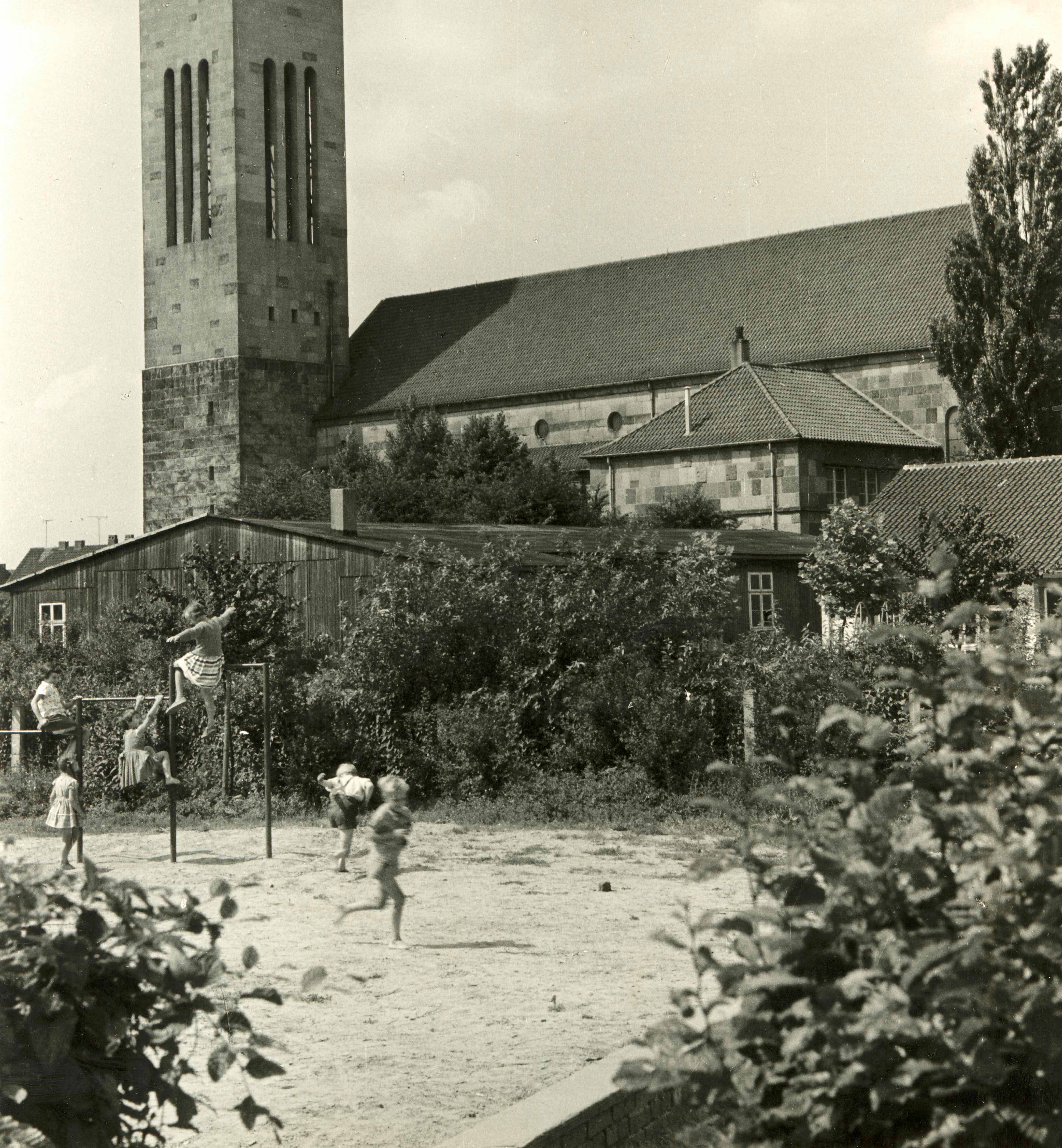
Die Baracke, hier genutzt als Kindergarten

Diese Erstausrüstung hatte in seiner Gesamtheit Bestand bis zur Bombardierung des Stadtteils am 5. Oktober und am 2. November 1944, bei der nicht nur Teile des Turms, des Kirchenschiffs und des Chors zerstört wurden, sondern der auch ein großer Teil der Ausstattung zum Opfer fiel. Die Hl. Messe wurde zwischenzeitlich im Pfarrhaus, dem Gästezimmer eines Lokals und später in einer im zerstörten Kirchenschiff aufgebauten FLAK-Baracke aus dem Rheiner Stadtteil Bentlage gefeiert, die mit enormen Engagement aus der Gemeinde für diesen Zweck hergerichtet wurde. Diese Baracke diente nach ihrer Verlegung auf den Kirchenvorplatz im Jahr 1949 als Kindergarten, Theaterbühne, Gemeindesaal und Jugendheim. Ihre endgültige Demontage 1967 verlief nicht ohne Protest, vor allem von Seiten der Jugendlichen der Gemeinde, die diese Notunterkunft als „ihre Heimat“ innerhalb des Gemeindelebens sahen.

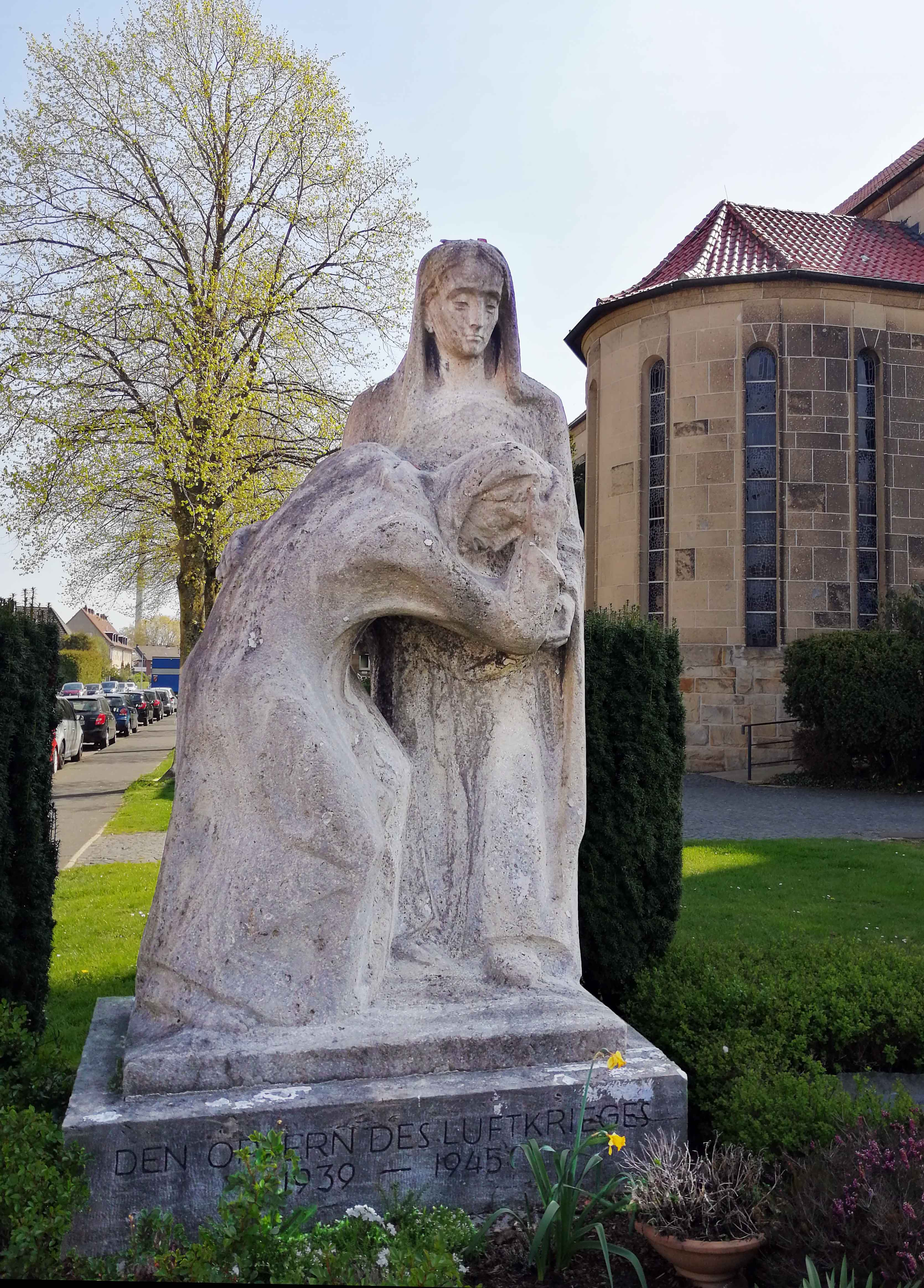
Mahnmal von Josef Krautwald

Im Jahr 1955 wurde entschieden, dass außer dem Mahnmal für die Opfer des Ersten Weltkriegs auf der sogenannten Hünenborg (einer dem bronzezeit|lichen Stonehenge nachempfundenen Gedenkstätte auf einem Hügel im Stadtgebiet) auch ein entsprechendes Ehrenmal für die wehrlosen Frauen, Kinder und Greise, die dem Zweiten Weltkrieg zum Opfer fielen, erstellt werden soll. Als Ort für dieses Werk wurde ein Platz vor der St.-Elisabeth-Kirche ausgewählt. Josef Krautwald schuf die Monumentalfigur (eine Mutter, die ihre Tochter schützend an sich drückt), und im Dezember 1955 wurde das Mahnmal eingeweiht. Als Inschrift ist Den Opfern des Luftkrieges 1939–1945 auf der Basis des Denkmals zu lesen, wohl abgeleitet aus der Tatsache, dass die St.-Elisabeth-Kirche ebenfalls durch Luftangriffe in Mitleidenschaft gezogen wurde.
In der Nachkriegszeit lag die Priorität erst einmal in der Wiedererrichtung der beschädigten Kirche und nicht in der Wiederbeschaffung kostspieliger Ausstattungsobjekte. Dies wurde erst ab den 1960er-Jahren wieder angegangen, wie z. B. in Form der Umgestaltung des Gotteshauses nach den Vorgaben des Zweiten Vatikanischen Konzils und der Anpassung an den veränderten Zeitgeschmack. Die Entwürfe hierzu stammten zum großen Teil vom Künstler Hubert Teschlade aus Nienberge. Diese Arbeiten wurden mit dem 35-jährigen Kirchweihfest im Jahr 1966 abgeschlossen. Die auffälligsten Veränderungen waren:
- Installation eines Volksaltars anstelle des Hochaltars
- Abbau der Kanzel
- Verlegung des Taufsteins in den Chorraum
- Die Maueröffnungen links und rechts der Apsis wurden verschlossen; die rechte Öffnung stellte bis dahin den Zugang zur Kanzel dar.
- Einbau eines neuen Tabernakels in der linken, nun geschlossenen Stirnwand des Mittelschiffs
- Alle Fenster wurden von der Textilkünstlerin Hanne-Nüte Kämmerer, die wie Franz Guntermann an der Kunstgewerbeschule Münster lehrte, in fließenden, abstrakten Formen neu gestaltet.
- großformatiges Wandbild von Hubert Teschlade in der Chorapsis mit dem Thema Der heilige Geist ergießt sich auf die Erde, also des Pfingstereignisses (Nach Informationen aus der Gemeinde wurde diese Darstellung wegen ihrer außergewöhnlichen Formgebung und aufgrund des Unwissens über die dargestellte Begebenheit und hohe künstlerische Qualität von Kindern gerne Der Schneemann genannt.)

Weitere umfassende Instandhaltungs- und Renovierungsarbeiten geschahen 1982. Die augenfälligsten Veränderungen dieser Arbeiten sind:
- Einzug einer dunkel gebeizten Holzdecke. Durch die zwangsläufige Verminderung der Deckenhöhe im Hauptschiff scheinen sich nun die Rundfenster (Oculi) zu hoch in der Wand zu befinden: sie stoßen fast an die Decke, sollten aber laut Planung die Wand mittig zwischen Mittelschiff- und Seitenschiffdecke durchbrechen.
- Das Chorbild von Hubert Teschlade verschwand hinter einer Holzpaneelwand.
- Der Taufstein wurde vom Chorraum wieder zurück in die Taufkapelle verlegt.

## Grundlegende Umgestaltung 2006

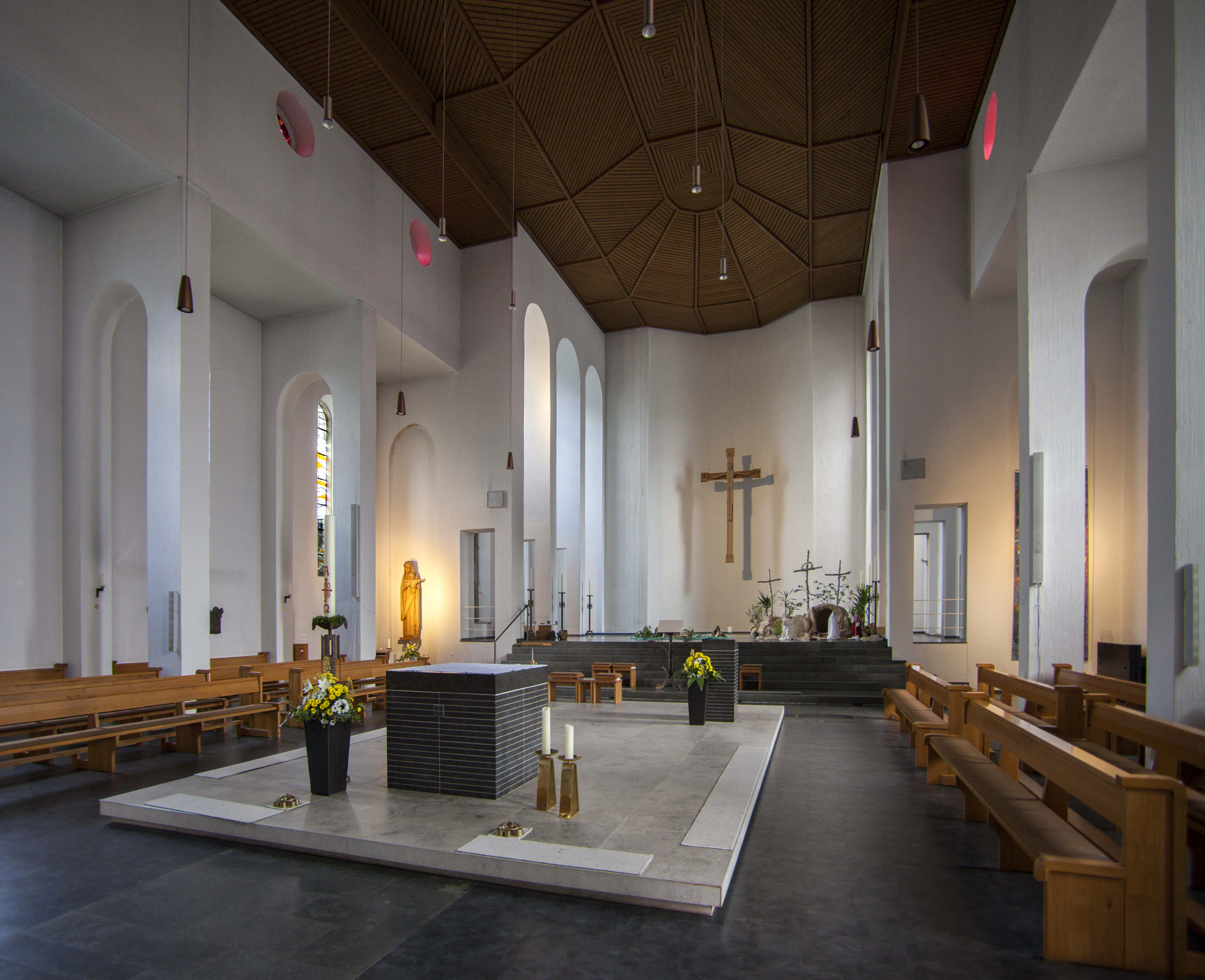
Die neue Altarinsel und der leere Chorraum (2018)

Zum Herbst 2006 erfuhr der Kircheninnenraum eine grundlegende Umgestaltung. Es wurde versucht, die liturgischen Funktionsorte wie Altar, Taufort, Ambo und Tabernakel in eine neue Beziehung zueinander zu bringen. Die Planung geschah in einem Gremium aus Gemeindemitgliedern, geleitet von Pfarrer Ludger Kaulig und weiteren hauptamtlichen Mitarbeitern der Gemeinde, und wurde ausgeführt von dem für seine Kirchenbau und -umgestaltungsprojekte mehrfach ausgezeichnete Architekturbüro Feja und Kemper in Recklinghausen.
Die größten Veränderungen dieser Maßnahme:
- Versetzung des Altars von der Chorapsis in die Mitte des Kirchenraums; Er steht seit der Umgestaltung auf einer Altarinsel inmitten der um ihn in U-Form gruppierten Kirchenbänke. Der Chorraum bleibt leer und steht nun symbolisch für das Himmlische Jerusalem, ein Raum in einer anderen Dimension und damit erhöht über dem restlichen Kirchenraum. Er kann aber auch z. B. in der Weihnachtszeit die Krippe aufnehmen oder musikalische Beiträge und Kunstwerke besonders zur Geltung bringen.
- Alle liturgischen Dienste befinden sich während des Gottesdienstes auf dieser Altarinsel, also inmitten der Gemeinde und nicht abgehoben im erhöhten Chorraum. Auch der Ambo als Altar des Wortes findet seinen Platz auf dieser Insel.
- Versetzung des Tabernakels in die Turmkapelle die so zu einer Sakramentskapelle wurde. Somit bietet sich dem Kirchenbesucher die Möglichkeit, in einer besonderen Nähe zu dem im Tabernakel aufbewahrten Allerheiligsten sein Gebet zu verrichten. Seit Anschaffung der neuen Krippe hat neben dem Tabernakel die alte Guntermann-Krippe ihren ständigen, ganzjährigen Aufstellungsort gefunden. Somit erschließt sich das theologische Motiv der Inkarnation, also der Fleischwerdung Gottes, auf zweifache Weise: einerseits im Sakrament der Eucharistie, aufbewahrt im Tabernakel, andererseits in der Menschwerdung Christi, veranschaulicht durch die Krippe.[6]
- Wiederfreilegung der Öffnungen rechts und links der Chorapsis. Hierdurch werden wieder insgesamt zwölf Öffnungen im Chorbereich sichtbar, gleichzusetzen mit den Zwölf Toren des Himmlischen Jerusalem.
- Übermalung des Chorbildes von Teschlade mit reversibler Farbe nach Beseitigung der Paneele im Chorraum.

Die kommende Veränderung des Innenraums und die damit einhergehende veränderte Raumwahrnehmung wurde den Gemeindemitgliedern kurz vor der wegen der Renovierung notwendigen Schließung der Kirche mit einer großen Licht- und Klanginstallation unter dem Thema Wandeln begehbar und erfahrbar gemacht.

## Orgel

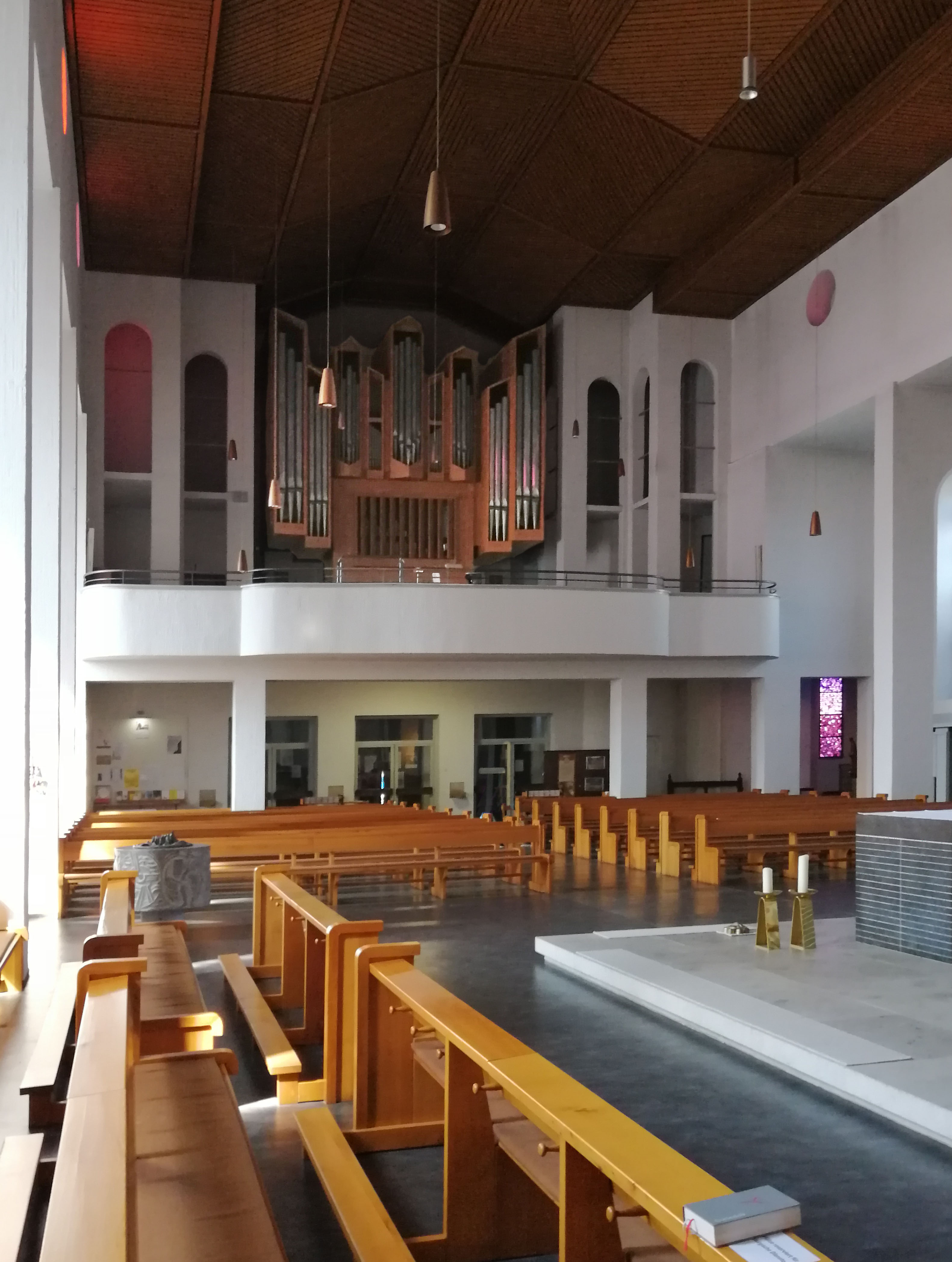
Orgel auf der Westempore, links und rechts davon die unbenutzten Nischen nach Plänen von Josef Franke

Eine erste provisorische Orgel fiel den Bombenangriffen im Jahr 1944 zum Opfer. Erst 1956 konnte ein Instrument bei der Orgelbauwerkstatt Franz Breil in Dorsten bestellt werden, das den Vorstellungen der Gemeinde entsprach. Von den geplanten vier Werken wurden zunächst nur drei fertiggestellt. Trotz anderer Planung wurde das vierte Werk nicht mehr vollendet und das entsprechende Manual später aus dem Spieltisch entfernt. Diese Orgel verfügte über 20 Register und wurde ohne Prospekt auf der Westempore aufgestellt. Die von Franke für den Einbau des Pfeifenmaterials vorgesehenen Nischen auf der Empore blieben ungenutzt. Im Zuge von Umbauten des Instrumentes durch die Orgelbauwerkstatt Sauer in Höxter wurde es im Jahr 1984 auf 28 Register erweitert, mit mechanischer Spieltraktur, elektrischer Registertraktur ausgestattet und in einem neunachsigen Prospekt an der Rückwand der Empore aufgestellt. Frankes Nischen blieben weiterhin bis heute ungenutzt auf der Empore erhalten.
| I Hauptwerk C– |              |       |
| 1.             | Quintade     | 16′   |
| 2.             | Prinzipal    | 8′    |
| 3.             | Rohrflöte    | 8′    |
| 4.             | Oktave       | 4′    |
| 5.             | Gedecktflöte | 4′    |
| 6.             | Quinte       | 2 ⁄3′ |
| 7.             | Oktave       | 2′    |
| 8.             | Mixtur V–VI  | 1 ⁄3′ |
| 9.             | Zymbel III   | 1⁄2′  |
| 10.            | Trompete     | 16′   |
| 11.            | Trompete     | 8′    |

| II Manual C– |                 |       |
| 12.          | Holzgedeckt     | 8′    |
| 13.          | Spitzgamba      | 8′    |
| 14.          | Prinzipal       | 4′    |
| 15.          | Traversflöte    | 4′    |
| 16.          | Waldflöte       | 2′    |
| 17.          | Sesquialtera II |       |
| 18.          | Nasat           | 1 ⁄3′ |
| 19.          | Scharff IV      | 1′    |
| 20.          | Hautbois        | 8′    |

| Pedal C– |               |       |
| 21.      | Prinzipal     | 16′   |
| 22.      | Subbass       | 16′   |
| 23.      | Oktave        | 8′    |
| 24.      | Gedacktbass   | 8′    |
| 25.      | Choralbass    | 4′    |
| 26.      | Hintersatz IV | 2 ⁄3′ |
| 27.      | Posaune       | 16′   |
| 28.      | Clairon       | 4′    |

## Glocken
Wie bei vielen anderen Kirchen bedeutete der Zweite Weltkrieg nicht nur Zerstörung oder Beschädigung des Baukörpers, sondern auch der Ausstattung und der Glocken. Vielerorts wurde das Geläut während der Kriegszeit enteignet und für Rüstungszwecke eingeschmolzen. Zwei von drei kleinen Glocken des ersten Geläuts widerfuhr dieses Schicksal, die dritte wurde während der Bombenangriffe beschädigt.
Durch Kriegseinwirkung wurden drei Bronzeglocken vernichtet bzw. schwer beschädigt, die im Jahr 1936 von der Firma Petit & Gebr. Edelbrock, Gescher gegossen worden waren.
| Name                                                                          | Inschrift | Durchmesser (mm) | Masse (kg, ca.) | Schlagton (HT-1/16) |
| Magdalenenglocke                                                              | –         | –                | –               | d1                  |
| Elisabethglocke                                                               | –         | –                | –               | e1                  |
| Namen-Jesu-Glocke (beschädigt, später durch die Marienglocke (s. u.) ersetzt) | –         | –                | –               | g1                  |

Heute hängen im Turm vier Bronzeglocken, die allesamt von der Gießerei Petit & Gebr. Edelbrock (Gescher) gegossen wurden.
| Nr. | Name                          | Gussjahr | Durchmesser (mm) | Masse (kg) | Schlagton (HT-1/16) | Inschrift |
| 1   |                               | 1990     | 1.620            |            | h0                  | |
| 2   | Magdalenenglocke (Neuguss)    | 1953     | 1.320            |            | d1                  | SCHONE HERR, SCHONE DEINES VOLKES.                                                                                     |
| 3   | Elisabethglocke (Neuguss)     | 1953     | 1.190            |            | e1                  | ST. ELISABETH, UNSERE MUTTER UND FRAU, AUF UNS UND UNSERE ARMEN SCHAU!                                                 |
| 4   | Marienglocke (Denkmalbestand) |          | 1.030            |            | g1                  | MUTTER MIT DEM BLICK SO MILD, MIT DEM HERZ VOLL LIEB' ERFÜLLT, MÖGEN ALLE KINDER DEIN STETS IN LIEB' UMSCHLUNGEN SEIN. |

## Pfarrer
Die folgenden Pfarrer wirkten bis zur Gemeindefusion im Jahr 2013 an St. Elisabeth:
- 1931–1934: Anton Ewering (aus Metelen)
- 1934–1957: Heinrich Bergmannshoff (aus Buer); ihm zum Andenken wurde der Platz vor der Kirche in den 2000er-Jahren in Pfarrer-Bergmannshoff-Platz umbenannt.
- 1957–1977: Bernhard Helmig (aus Ibbenbüren)
- 1977–1999: Altfried Decking (aus Münster)
- 2000–2010: Dr. Ludger Kaulig (aus Marl)
- 2010–2013: Bernhard Lütkemöller